# Viéville
Viéville település Franciaországban, Haute-Marne megyében. Lakosainak száma 336 fő (2022. január 1.). Viéville Andelot-Blancheville, Bologne, Soncourt-sur-Marne, Vouécourt és Vraincourt községekkel határos.

## Népesség
A település népessége az elmúlt években az alábbi módon változott:
| Lakosok száma | 250  | 213  | 190  | 307  | 341  | 336  | 338  | 339  | 336  | 336  |
|               | 1968 | 1982 | 1990 | 2006 | 2013 | 2015 | 2017 | 2019 | 2020 | 2022 |